# Geranium schrenkianum
Geranium schrenkianum är en näveväxtart som beskrevs av Trautv. in A.K. Becker. Geranium schrenkianum ingår i släktet nävor, och familjen näveväxter. Inga underarter finns listade i Catalogue of Life.